# Westgate, Iowa
Westgate là một thành phố thuộc quận Fayette, tiểu bang Iowa, Hoa Kỳ. Năm 2010, dân số của thành phố này là 211 người.

## Dân số
Dân số qua các năm:
- Năm 2000: 234 người.
- Năm 2010: 211 người.